# La Cadière-d'Azur
La Cadière-d'Azur is een gemeente in het Franse departement Var (regio Provence-Alpes-Côte d'Azur) en telt 4239 inwoners (1999). De plaats maakt deel uit van het arrondissement Toulon.

## Geografie
De oppervlakte van La Cadière-d'Azur bedraagt 37,4 km², de bevolkingsdichtheid is 113,3 inwoners per km².
De onderstaande kaart toont de ligging van La Cadière-d'Azur met de belangrijkste infrastructuur en aangrenzende gemeenten.

## Demografie
Onderstaande figuur toont het verloop van het inwonertal (bron: INSEE-tellingen).